# Tawfiq Ali
Tawfiq Ali (en árabe: توفيق علي‎; Gaza, Estado de Palestina, 8 de noviembre de 1989) es un futbolista del Estado de Palestina que juega en la posición de guardameta. Desde 2016 juega con el Shabab Al-Khalil SC de la Liga de West Bank.

## Carrera

### Club
| Periodo   | Club                |
| --------- | ------------------- |
| 2011–2015 | Tarji Wadi Al-Nes   |
| 2015–2016 | Shabab Dura         |
| 2016–     | Shabab Al-Khalil SC |

### Selección nacional
Jugó con Palestina U23 en los Juegos Asiáticos de 2010. Su debut con Palestina fue en los Juegos Panarábicos de 2011 donde ganó la medalla de bronce.

## Logros
- Liga de West Bank (3): 2013/14, 2021, 2022